# Ala menor de l'os esfenoide
Les ales menors de l'os esfenoide o orbitoesfenoides són dues plaques triangulars primes, que sorgeixen de la part superior i anterior del cos i, sobresortint lateralment, acaben en punts esmolats.
En alguns animals romanen com ossos separats anomenats orbitosfenoides.

## Estructura
Les principals característiques de l'ala menor són el canal òptic, el procés clinoide anterior i la fissura orbitària superior.

### Superfícies
La superfície superior de cadascuna és plana i suporta part del lòbul frontal del cervell. La superfície inferior forma la part posterior del sostre de l'òrbita i el límit superior de la fissura orbitària superior.
Aquesta fissura és de forma triangular, i condueix des de la cavitat del crani a la de l'òrbita; està limitada medialment pel cos; a dalt, per l'ala petita; per sota, pel marge medial de la superfície orbital de l'ala gran; i es completa lateralment per l'os frontal.

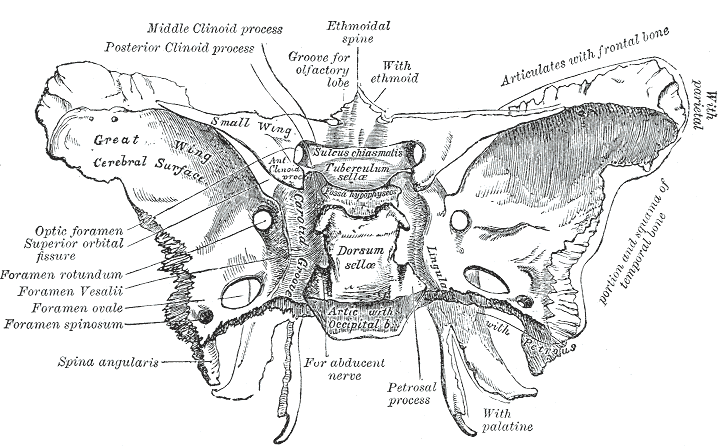
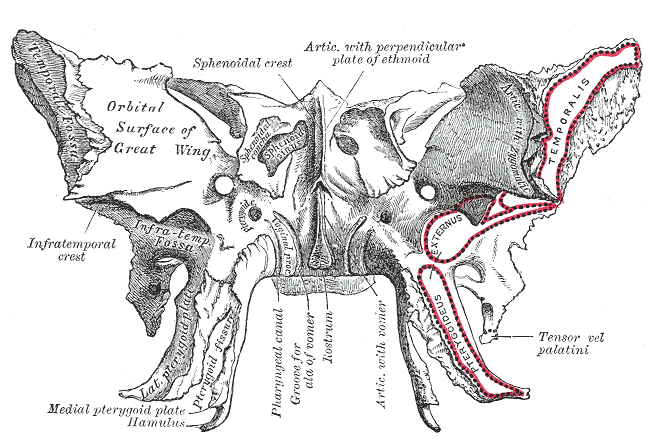

Transmet el nervi oculomotor, el nervi troclear i el nervi abducent, les tres branques de la divisió oftàlmica del nervi trigemin, alguns filaments del plexe nerviós cavernós del sistema nerviós simpàtic, la branca orbital de l'artèria meníngia mitjana, una branca recurrent des de l'artèria lacrimal fins a la duramàter i la vena oftàlmica.

### Vores
La vora anterior està dentada per a l'articulació amb l'os frontal.

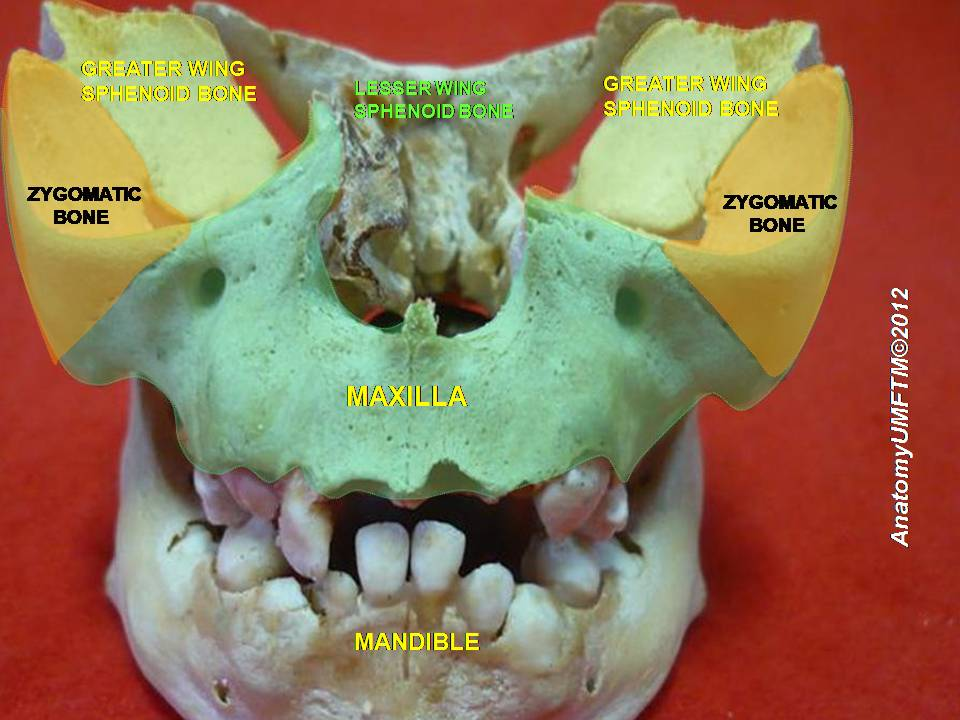
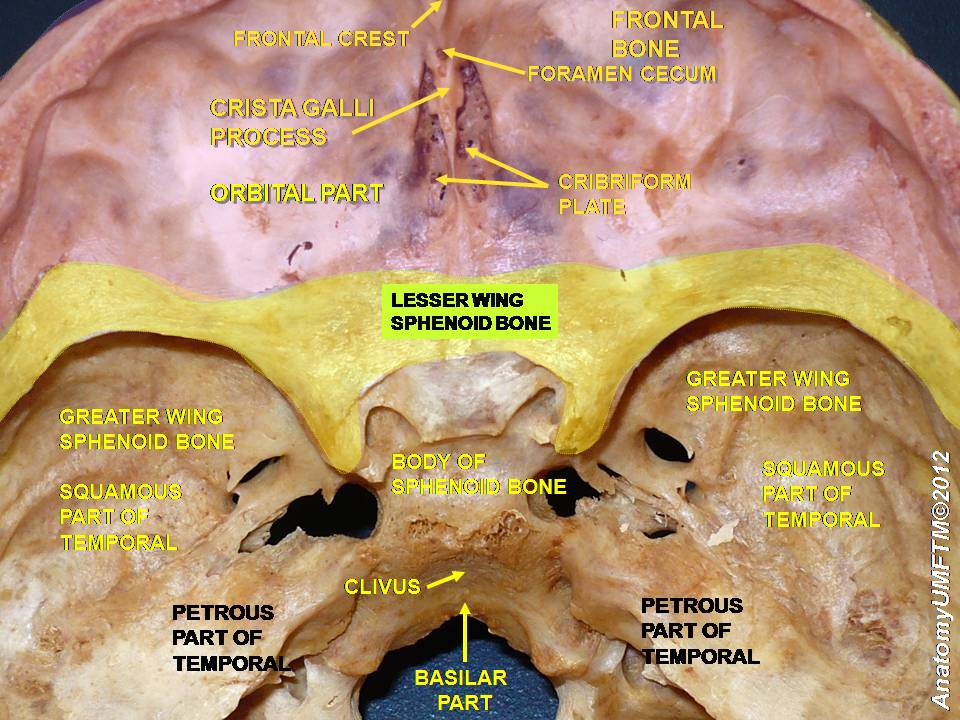

La vora posterior, llisa i arrodonida, es rep a la fissura lateral del cervell; l'extrem medial d'aquesta vora forma el procés clinoide anterior, que dona unió al tentori cerebelli; de vegades s'uneix al procès clinoide mitjà per una espícula d'os, i quan això es produeix la terminació del solc de l'artèria caròtide interna es converteix en un foramen (carotico-clinoide).

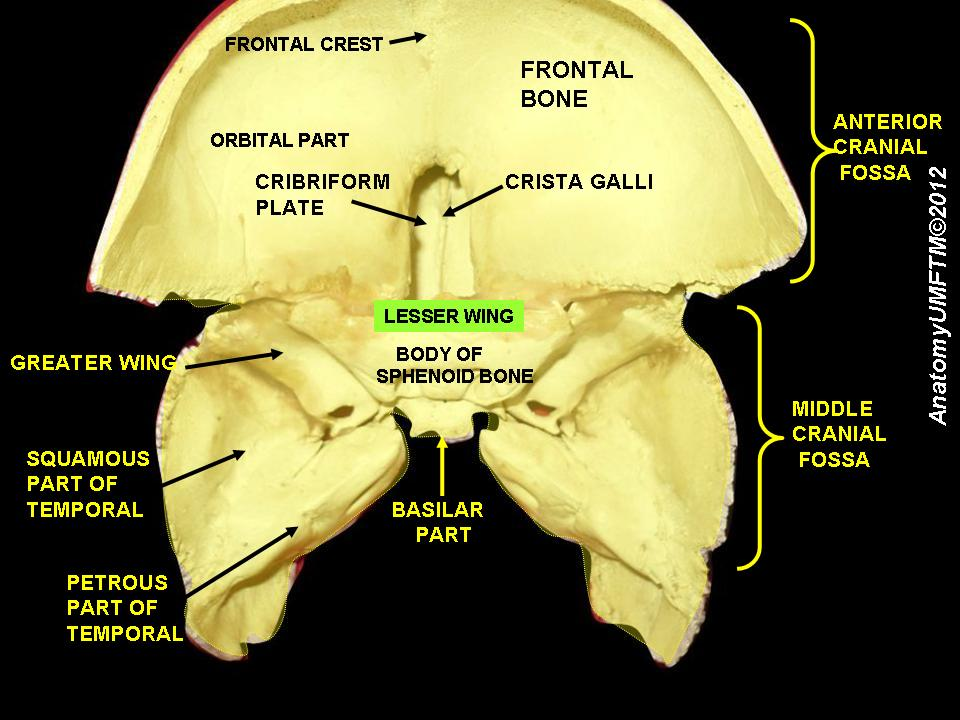
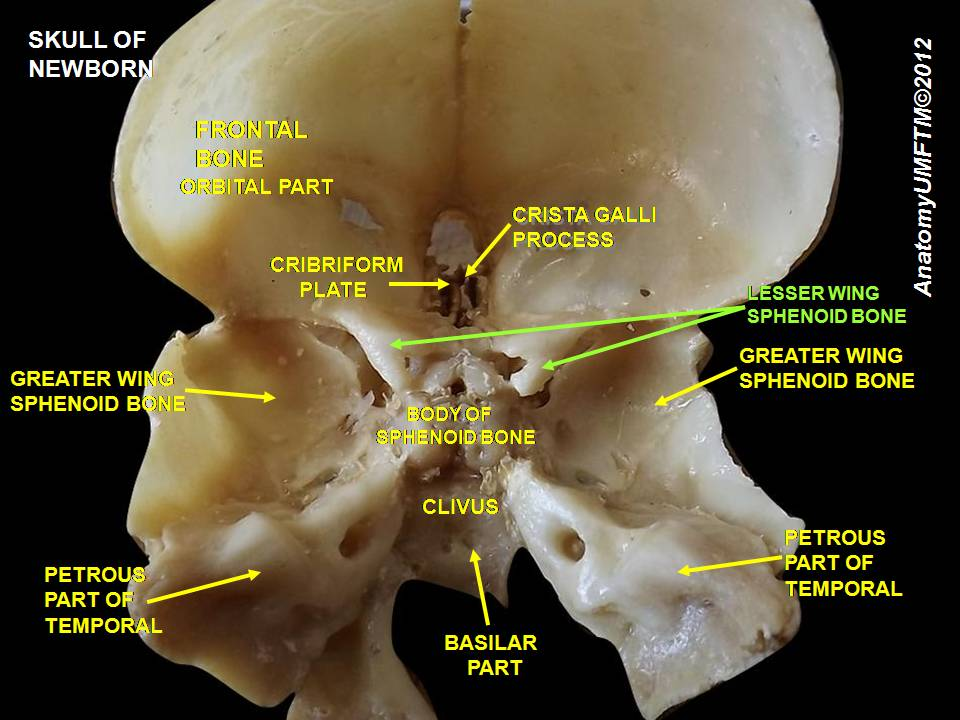

L'ala menor està connectada al cos per dues arrels, la superior prima i plana, la inferior gruixuda i triangular; entre les dues arrels hi ha el foramen òptic, per a la transmissió del nervi òptic i l'artèria oftàlmica.